# Pterophorus hilda
Pterophorus hilda is een vlinder uit de familie vedermotten (Pterophoridae). De wetenschappelijke naam van de soort is voor het eerst geldig gepubliceerd in 1908 door Fordyce Grinnell.